# Clube Desportivo Cova da Piedade
El Clube Desportivo Cova da Piedade es un equipo de fútbol que juega en la Liga Regional de Almada, la quinta división nacional.

## Historia
Fue fundado el 28 de enero del año 1947 en la ciudad de Cova da Piedade en el consejo de Almada tras la fusión de los equipos Piedense FC (fundado en 1914 por españoles) y el SC Piedense.
Ganó la primera edición de la desaparecida Tercera División de Portugal en 1947/48, aunque la mayor parte de su historia la han pasado entre el tercer nivel y las ligas regionales y han aparecido algunas veces en la Copa de Portugal.

## Palmarés
- Campeonato Nacional de Seniores: 1

2015/16
- Tercera División de Portugal: 2

1947/48, 1970/71
- Liga Regional de Setúbal: 8

1952/53, 1957/58, 1966/67, 1978/79, 1985/86, 1989/90, 2005/06, 2012/13